# 拉米罗·莱德斯马
拉米罗·莱德斯马（西班牙語：Ramiro Ledesma；1905年5月23日—1936年10月29日）是一位西班牙哲学家，政治家和作家，他被认为是西班牙法西斯主义先驱。

## 生平
莱德斯马生于萨莫拉省的一个小镇阿尔法拉斯德赛阿戈。进入马德里大学后，他成为了何塞·奥特嘉·伊·加塞特的弟子，并研习海德格尔的思想。在他接触到意大利的法西斯主义思想和德国的纳粹思潮后，他成为了一个法西斯主义者。1931年他与奥内西莫·雷东多一同创立了国家工团进攻委员会。该组织在1934年和何塞·安东尼奥·普里莫·德里维拉的长枪党合并。
在1936年西班牙内战爆发后，莱德斯马被西班牙共和军逮捕并处决。

## 著作
- 《对西班牙青年的演讲》 西班牙語：
- 《法西斯主义在西班牙？》西班牙語：
- 《国家的征服》西班牙語：